# Mark Padun
Mark Pawłowycz Padun (ukr. Марк Павлович Падун, ur. 6 lipca 1996 w Doniecku) – ukraiński kolarz szosowy.

## Osiągnięcia
Opracowano na podstawie:

2014
- 1. miejsce w mistrzostwach Ukrainy juniorów (jazda indywidualna na czas)

2015
- 1. miejsce w klasyfikacji górskiej Giro della Regione Friuli Venezia Giulia
  - 1. miejsce na 3. etapie

2016
- 1. miejsce w mistrzostwach Ukrainy U23 (jazda indywidualna na czas)
- 2. miejsce w Giro del Medio Brenta
- 3. miejsce w Giro della Valle d’Aosta
  - 1. miejsce w klasyfikacji młodzieżowej
  - 1. miejsce w klasyfikacji górskiej
  - 1. miejsce na 2. etapie

2017
- 1. miejsce w Trofeo Piva
- 1. miejsce w Flèche du Sud
  - 1. miejsce w klasyfikacji młodzieżowej
- 1. miejsce na 3. etapie Giro Ciclistico d’Italia
- 1. miejsce w GP Capodarco

2018
- 1. miejsce na 5. etapie Tour of the Alps
- 1. miejsce na 1. etapie Hammer Limburg (drużynowo)

2019
- 1. miejsce w mistrzostwach Ukrainy (jazda indywidualna na czas)
- 1. miejsce w Adriatica Ionica Race
  - 1. miejsce w klasyfikacji młodzieżowej
  - 1. miejsce na 2. etapie

2021
- 1. miejsce w klasyfikacji górskiej Critérium du Dauphiné
  - 1. miejsce na 7. i 8. etapie
- 3. miejsce w Vuelta a Burgos

2022
- 3. miejsce w Gran Camiño
  - 1. miejsce na 4. etapie

## Rankingi
| Rok             | 2015 | 2016 | 2017 | 2018 | 2019 | 2020 | 2021 | 2022 | 2023 |
| --------------- | ---- | ---- | ---- | ---- | ---- | ---- | ---- | ---- | ---- |
| UCI World Tour  |      | -    | -    | 270. |      |      |      |      |      |
| World Ranking   |      | 953. | 692. | 381. | 354. | 796. | 199. | 385. | 943. |
| UCI Europe Tour | 778. | 630. | 414. | 512. | 286. | 636. | 170. | 311. | -    |
|                 |      |      |      |      |      |      |      |      |      |
| Źródło: UCI     |      |      |      |      |      |      |      |      |      |